# 斯洛伐克總理
斯洛伐克總理（正式稱政府主席，斯洛伐克語：或）是斯洛伐克政府首脑，在最高宪法中处于斯洛伐克总统和斯洛伐克国民议会议长之后的第三位官方职务。总理职务创建于1969年。1993年斯洛伐克独立。

## 历史
总理办公室遵照联盟宪法成立于1969年。

## 斯洛伐克总理列表

### 捷克斯洛伐克第一共和国（1918年－1938年）
斯洛伐克管理全权部长
- 瓦夫罗·什罗巴尔（Vavro Šrobár，1918年11月4日－1918年11月14日）

斯洛伐克地区总统
- 扬·德罗布尼（Ján Drobný，1928年7月1日－1929年）
- 约瑟夫·奥萨格（Jozef Országh，1929年－1938年）
- 朱利安·斯姆科（Julián Šimko，1938年－1939年）

### 捷克斯洛伐克第二共和国（1938年－1939年）
斯洛伐克自治政府总理
- 约瑟夫·蒂索（Jozef Tiso，1938年10月7日－1939年3月9日）
- 约瑟夫·西瓦克（Jozef Sivák，1939年3月9日－1939年3月11日）
- 卡罗尔·西多尔（Karol Sidor，1939年3月11日－1939年3月14日）

### 斯洛伐克第一共和国（1939年－1945年）
斯洛伐克第一共和国总理
- 约瑟夫·蒂索（1939年3月14日－1939年10月17日）
- 沃伊捷赫·图卡（Vojtech Tuka，1939年10月27日－1944年9月5日）
- 斯特凡·蒂索（Štefan Tiso，1944年9月5日－1945年4月4日）

### 捷克斯洛伐克第三共和国（1945年－1948年）
监事会主席
- 卡罗尔·什米德克（Karol Šmidke，1945年9月18日－1946年8月14日）
- 古斯塔夫·胡萨克（Gustáv Husák，1946年8月14日－）

### 斯洛伐克社会主义共和国（1948年－1989年）
监事会主席
- 古斯塔夫·胡萨克（ —1950年5月4日）
- 卡罗尔·巴齐莱克（Karol Bacílek，1950年5月4日—1951年9月7日）
- 朱利叶斯·杜里斯（Július Ďuriš，1951年9月7日—1953年1月31日）
- 鲁道夫·斯特雷哈伊（Rudolf Strechaj，1953年1月31日—1960年7月10日）

斯洛伐克社会主义共和国总理
1. 斯特凡·萨多夫斯基(Štefan Sádovský): 1969年1月2日—1969年5月5日
2. 彼得·科洛特卡(Peter Colotka): 1969年5月5日—1988年10月12日
3. 伊凡·克诺特克(Ivan Knotek): 1988年10月13日—1989年6月22日
4. 帕维尔·赫里夫纳克(Pavel Hrivnák): 1989年6月23日—1989年12月8日

### 捷克和斯洛伐克联邦共和国（1990－1992）
（1992年3月6日—12月31日称捷克斯洛伐克联邦斯洛伐克共和国）
斯洛伐克共和国总理
政党
  捷克斯洛伐克共产党(KSČ)
  公众反暴力(VPN)/HZDS
  基督教民主运动(KDH)
| 任 | 姓名                                | 肖像 | 选举 | 任期           | 任期           | 党派                 |
| -- | ----------------------------------- | ---- | ---- | -------------- | -------------- | -------------------- |
| 5  | 米兰·齐奇 (Milan Čič，1932–2012)    |      | —    | 1989年12月10日 | 1990年6月27日  | 捷克斯洛伐克共产党   |
| 6  | 弗拉迪米尔·梅恰尔 (Vladimír Mečiar) |      | 1990 | 1990年6月27日  | 1991年5月6日   | 公众反暴力           |
| 7  | 扬·恰尔诺古尔斯基 (Ján Čarnogurský) |      | —    | 1991年5月6日   | 1992年6月24日  | 基督教民主运动       |
| 8  | 弗拉迪米尔·梅恰尔 (Vladimír Mečiar) |      | 1992 | 1992年6月24日  | 1992年12月31日 | 争取民主斯洛伐克运动 |

### 斯洛伐克共和国（1993－至今）
1993年1月1日捷克斯洛伐克联邦解散后开始。
政党
  ĽS-HZDS
  SDK
  SDKÚ / SDKÚ-DS
  Smer-SD
  OL'aNO
  独立人士
| 任  | 姓名                                | 肖像 | 选举           | 任期           | 任期                            | 党派                                       |
| --- | ----------------------------------- | ---- | -------------- | -------------- | ------------------------------- | ------------------------------------------ |
| 1   | 弗拉迪米尔·梅恰尔 (Vladimír Mečiar) |      | —              | 1993年1月1日   | 1994年3月16日                   | 争取民主斯洛伐克运动 (HZDS)                |
| 2   | 约瑟夫·莫拉夫奇克 (Jozef Moravčík)  |      | —              | 1994年3月16日  | 1994年12月13日                  | 斯洛伐克民主联盟(DEÚS)                     |
| (1) | 弗拉迪米尔·梅恰尔                   |      | 1994           | 1994年12月13日 | 1998年10月29日                  | 争取民主斯洛伐克运动 (HZDS)                |
| 3   | 米库拉什·祖林达 (Mikuláš Dzurinda)  |      | 1998           | 1998年10月30日 | 2002年10月15日                  | 斯洛伐克民主联合(SDK) SDK后改为SDKÚ        |
|     | 米库拉什·祖林达 (Mikuláš Dzurinda)  | 2002 | 2002年10月15日 | 2006年7月4日   | 斯洛伐克民主与基督教联盟 (SDKÚ) |                                            |
| 4   | 罗贝尔特·菲佐 (Robert Fico)         |      | 2006           | 2006年7月4日   | 2010年7月8日                    | 方向－社会民主党 (SMER-SD)                 |
| 5   | 伊薇塔·拉迪乔娃 (Iveta Radičová)    |      | 2010           | 2010年7月8日   | 2012年4月4日                    | 斯洛伐克民主与基督教联盟－民主党 (SDKÚ-DS) |
| (4) | 罗贝尔特·菲佐                       |      | 2012           | 2012年4月4日   | 2016年3月23日                   | 方向－社会民主党 (SMER-SD)                 |
| (4) | 罗贝尔特·菲佐                       | 2016 | 2016年3月23日  | 2018年3月22日  |                                 | 方向－社会民主党 (SMER-SD)                 |
| 6   | 彼得·佩列格里尼 (Peter Pellegrini)  |      | —              | 2018年3月22日  | 2020年3月21日                   | 方向－社会民主党 (SMER-SD)                 |
| 7   | 伊戈爾·馬托維奇 (Igor Matovič)      |      | 2020           | 2020年3月21日  | 2021年4月1日                    | 普通人與獨立人格 (OĽaNO)                   |
| 8   | 愛德華·黑格爾 (Eduard Heger)        |      | —              | 2021年4月1日   | 2023年5月15日                   | 普通人與獨立人格 (OĽaNO)                   |
| 9   | 卢多维特·奥多尔 (Ľudovít Ódor)      |      | —              | 2023年5月15日  | 2023年10月25日                  | 無黨籍(技術官僚)                           |
| (4) | 罗贝尔特·菲佐                       |      | 2023           | 2023年10月25日 | 現任                            | 方向—社會民主黨                            |